# Světový pohár v rychlobruslení 2007/2008
Světový pohár v rychlobruslení 2007/2008 byl 23. ročník Světového poháru v rychlobruslení. Konal se v období od 9. listopadu 2007 do 24. února 2008. Soutěž byla organizována Mezinárodní bruslařskou unií (ISU).

## Kalendář
| Místo           | Datum                  | 100 m | 500 m | 1000 m | 1500 m | 3 km/5 km | 5 km/10 km | stíhací závod |
| --------------- | ---------------------- | ----- | ----- | ------ | ------ | --------- | ---------- | ------------- |
| Salt Lake City  | 9.–11. listopadu 2007  |       | 2×    | 2×     | 1×     | 1×        |            |               |
| Calgary         | 16.–18. listopadu 2007 |       | 2×    | 1×     | 1×     | 1×        |            | 1×            |
| Kolomna         | 1.–2. prosince 2007    |       |       |        | 1×     |           | 1×         |               |
| Heerenveen      | 7.–9. prosince 2007    |       | 2×    | 1×     | 1×     | 1×        |            | 1×            |
| Erfurt          | 15.–16. prosince 2007  | 1×    | 2×    | 2×     |        |           |            |               |
| Hamar           | 25.–27. ledna 2008     |       | 2×    | 1×     | 1×     |           | 1×         |               |
| Baselga di Piné | 2.–3. února 2008       |       |       |        | 1×     | 1×        |            | 1×            |
| Inzell          | 16.–17. února 2008     | 1×    | 2×    | 2×     |        |           |            |               |
| Heerenveen      | 22.–24. února 2008     | 1×    | 2×    | 1×     | 1×     | 1×        |            | 1×            |

## Muži

### 100 m
| Místo          | 1. místo     | Čas      | 2. místo       | Čas      | 3. místo          | Čas      |
| -------------- | ------------ | -------- | -------------- | -------- | ----------------- | -------- |
| Erfurt         | I Kang-sok   | 9,64     | Jü Feng-tchung | 9,66     | Čang Čung-čchi    | 9,79     |
| Inzell         | Mark Nielsen | 9,55     | Mika Poutala   | 9,69     | Dag-Erik Kleven   | 9,78     |
| Heerenveen     | Džódži Kató  | 9,69     | I Kang-sok     | 9,72     | Maciej Ustynowicz | 9,75     |
|                |              |          |                |          |                   |          |
| Celkové pořadí | I Kang-sok   | 220 bodů | Mika Poutala   | 220 bodů | Džódži Kató       | 210 bodů |

### 500 m
| Místo            | 1. místo           | Čas       | 2. místo                       | Čas      | 3. místo          | Čas      |
| ---------------- | ------------------ | --------- | ------------------------------ | -------- | ----------------- | -------- |
| Salt Lake City 1 | Jeremy Wotherspoon | 34,03     | I Kang-sok                     | 34,20    | I Kju-hjok        | 34,31    |
| Salt Lake City 2 | Jeremy Wotherspoon | 34,14     | I Kang-sok                     | 34,23    | Jü Feng-tchung    | 34,49    |
| Calgary 1        | Jeremy Wotherspoon | 34,23     | Dmitrij Lobkov                 | 34,35    | Mun Čun           | 34,43    |
| Calgary 2        | Jeremy Wotherspoon | 34,24     | Tucker Fredricks               | 34,31    | Mika Poutala      | 34,39    |
| Heerenveen 1     | Tucker Fredricks   | 34,89     | I Kju-hjok                     | 35,00    | Mun Čun           | 35,05    |
| Heerenveen 2     | I Kang-sok         | 34,92     | Džódži Kató                    | 34,94    | Mun Čun           | 34,96    |
| Erfurt 1         | I Kang-sok         | 35,22     | Dmitrij Lobkov                 | 35,24    | I Kju-hjok        | 35,31    |
| Erfurt 2         | I Kju-hjok         | 35,17     | Mun Čun                        | 35,21    | Simon Kuipers     | 35,26    |
| Hamar 1          | Jeremy Wotherspoon | 34,55     | Keiičiró Nagašima              | 34,74    | Pekka Koskela     | 34,77    |
| Hamar 2          | Jeremy Wotherspoon | 34,31     | Mun Čun                        | 34,75    | Mika Poutala      | 34,88    |
| Inzell 1         | Džódži Kató        | 35,48     | Jeremy Wotherspoon             | 35,61    | Keiičiró Nagašima | 35,82    |
| Inzell 2         | Jeremy Wotherspoon | 35,35     | Keiičiró Nagašima Mike Ireland | 35,70    | —                 | —        |
| Heerenveen 1     | Jeremy Wotherspoon | 34,82     | Džódži Kató                    | 34,84    | I Kju-hjok        | 34,99    |
| Heerenveen 2     | Jeremy Wotherspoon | 34,92     | Džódži Kató                    | 35,07    | Dmitrij Lobkov    | 35,12    |
|                  |                    |           |                                |          |                   |          |
| Celkové pořadí   | Jeremy Wotherspoon | 1080 bodů | I Kang-sok                     | 775 bodů | Dmitrij Lobkov    | 725 bodů |

### 1000 m
| Místo            | 1. místo           | Čas      | 2. místo           | Čas      | 3. místo           | Čas      |
| ---------------- | ------------------ | -------- | ------------------ | -------- | ------------------ | -------- |
| Salt Lake City 1 | Pekka Koskela      | 1:07,00  | Shani Davis        | 1:07,18  | Jeremy Wotherspoon | 1:07,34  |
| Salt Lake City 2 | Jeremy Wotherspoon | 1:07,03  | Shani Davis        | 1:07,04  | I Kju-hjok         | 1:07,07  |
| Calgary          | Denny Morrison     | 1:07,25  | Jeremy Wotherspoon | 1:07,31  | Simon Kuipers      | 1:07,39  |
| Heerenveen       | Shani Davis        | 1:08,39  | Denny Morrison     | 1:08,71  | I Kju-hjok         | 1:08,80  |
| Erfurt 1         | Shani Davis        | 1:09,05  | Denny Morrison     | 1:09,33  | Mun Čun            | 1:09,49  |
| Erfurt 2         | Jan Bos            | 1:08,98  | Shani Davis        | 1:09,02  | Mun Čun            | 1:09,26  |
| Hamar            | Denny Morrison     | 1:08,57  | Simon Kuipers      | 1:08,58  | Jeremy Wotherspoon | 1:08,59  |
| Inzell 1         | Shani Davis        | 1:10,58  | Denny Morrison     | 1:11,03  | Jan Bos            | 1:11,26  |
| Inzell 2         | Shani Davis        | 1:09,65  | Denny Morrison     | 1:09,86  | Jan Bos            | 1:09,94  |
| Heerenveen       | Shani Davis        | 1:08,63  | Denny Morrison     | 1:08,75  | Simon Kuipers      | 1:09,22  |
|                  |                    |          |                    |          |                    |          |
| Celkové pořadí   | Shani Davis        | 840 bodů | Denny Morrison     | 736 bodů | Jan Bos            | 550 bodů |

### 1500 m
| Místo           | 1. místo        | Čas      | 2. místo       | Čas      | 3. místo       | Čas      | Příp. další česká účast                            | Čas             |
| --------------- | --------------- | -------- | -------------- | -------- | -------------- | -------- | -------------------------------------------------- | --------------- |
| Salt Lake City  | Erben Wennemars | 1:42,32  | Denny Morrison | 1:42,79  | Shani Davis    | 1:42,92  | 24. (div. B) Milan Sáblík 27. (div. B) Pavel Kulma | 1:50,44 1:53,36 |
| Calgary         | Simon Kuipers   | 1:42,37  | Shani Davis    | 1:42,83  | Mark Tuitert   | 1:42,87  | 38. (div. B) Milan Sáblík 41. (div. B) Pavel Kulma | 1:51,37 1:53,19 |
| Kolomna         | Erben Wennemars | 1:46,07  | Enrico Fabris  | 1:46,09  | Håvard Bøkko   | 1:46,12  | 23. (div. B) Milan Sáblík 29. (div. B) Pavel Kulma | 1:53,89 1:57,62 |
| Heerenveen      | Sven Kramer     | 1:45,21  | Denny Morrison | 1:45,34  | Mark Tuitert   | 1:45,54  | 31. (div. B) Milan Sáblík 38. (div. B) Pavel Kulma | 1:54,94 1:57,52 |
| Hamar           | Simon Kuipers   | 1:44,74  | Sven Kramer    | 1:44,75  | Denny Morrison | 1:44,82  | —                                                  | —               |
| Baselga di Piné | Shani Davis     | 1:46,85  | Simon Kuipers  | 1:47,39  | Mark Tuitert   | 1:47,68  | —                                                  | —               |
| Heerenveen      | Shani Davis     | 1:45,25  | Denny Morrison | 1:45,51  | Enrico Fabris  | 1:45,53  | —                                                  | —               |
|                 |                 |          |                |          |                |          |                                                    |                 |
| Celkové pořadí  | Shani Davis     | 460 bodů | Simon Kuipers  | 426 bodů | Mark Tuitert   | 413 bodů | 56. Milan Sáblík 56. Pavel Kulma                   | 0 bodů          |

### 5000 m/10 000 m
| Místo           | Disciplína     | 1. místo      | Čas          | 2. místo      | Čas          | 3. místo           | Čas          | Příp. další česká účast                                                            | Čas                     |
| --------------- | -------------- | ------------- | ------------ | ------------- | ------------ | ------------------ | ------------ | ---------------------------------------------------------------------------------- | ----------------------- |
| Salt Lake City  | 5000 m         | Enrico Fabris | 6:07,40      | Sven Kramer   | 6:07,52      | Håvard Bøkko       | 6:14,14      | 17. (div. B) Milan Sáblík 24. (div. B) Zdeněk Haselberger                          | 6:43,44 6:52,73         |
| Calgary         | 5000 m         | Sven Kramer   | 6:03,32 (WR) | Enrico Fabris | 6:06,42      | Carl Verheijen     | 6:11,15      | 27. (div. B) Pavel Kulma 32. (div. B) Milan Sáblík 35. (div. B) Zdeněk Haselberger | 6:38,55 6:41,70 6:47,67 |
| Kolomna         | 10 000 m       | Håvard Bøkko  | 13:06,53     | Tom Prinsen   | 13:16,11     | Bob de Jong        | 13:17,77     | 25. (div. B) Milan Sáblík 29. (div. B) Pavel Kulma                                 | 14:04,71 14:39,52       |
| Heerenveen      | 5000 m         | Sven Kramer   | 6:15,26      | Håvard Bøkko  | 6:18,35      | Shani Davis        | 6:21,36      | 29. (div. B) Milan Sáblík 39. (div. B) Pavel Kulma                                 | 6:56,81 DSQ             |
| Hamar           | 10 000 m       | Håvard Bøkko  | 13:09,61     | Chad Hedrick  | 13:11,20     | Bob de Jong        | 13:12,71     | —                                                                                  | —                       |
| Baselga di Piné | 5000 m         | závod zrušen  | závod zrušen | závod zrušen  | závod zrušen | závod zrušen       | závod zrušen | závod zrušen                                                                       | závod zrušen            |
| Heerenveen      | 5000 m         | Sven Kramer   | 6:15,10      | Enrico Fabris | 6:18,56      | Wouter olde Heuvel | 6:20,21      | —                                                                                  | —                       |
|                 |                |               |              |               |              |                    |              |                                                                                    |                         |
| Celkové pořadí  | Celkové pořadí | Håvard Bøkko  | 445 bodů     | Sven Kramer   | 430 bodů     | Enrico Fabris      | 300 bodů     | 54. Milan Sáblík 54. Pavel Kulma 54. Zdeněk Haselberger                            | 0 bodů                  |

### Stíhací závod družstev
| Místo           | 1. místo                                                  | Čas      | 2. místo                                                  | Čas      | 3. místo                                                  | Čas      | Příp. další česká účast                               | Čas     |
| --------------- | --------------------------------------------------------- | -------- | --------------------------------------------------------- | -------- | --------------------------------------------------------- | -------- | ----------------------------------------------------- | ------- |
| Calgary         | Kanada Denny Morrison Arne Dankers Steven Elm             | 3:41,95  | Norsko Håvard Bøkko Henrik Christiansen Sverre Haugli     | 3:42,88  | Německo Stefan Heythausen Robert Lehmann Tobias Schneider | 3:44,40  | 13. Česko Milan Sáblík Pavel Kulma Zdeněk Haselberger | 3:55,26 |
| Heerenveen      | Nizozemsko Sven Kramer Wouter olde Heuvel Erben Wennemars | 3:40,57  | Kanada Arne Dankers Denny Morrison Justin Warsylewicz     | 3:42,82  | Rusko Jevgenij Lalenkov Ivan Skobrev Alexej Junin         | 3:45,22  | 11. Česko Zdeněk Haselberger Pavel Kulma Milan Sáblík | 4:02,17 |
| Baselga di Piné | Norsko Håvard Bøkko Henrik Christiansen Sverre Haugli     | 3:53,10  | Nizozemsko Erben Wennemars Carl Verheijen Ted-Jan Bloemen | 3:53,38  | Rusko Ivan Skobrev Jevgenij Lalenkov Alexej Junin         | 3:53,47  | 11. Česko Pavel Kulma Milan Sáblík Zdeněk Haselberger | 4:10,32 |
| Heerenveen      | Nizozemsko Sven Kramer Wouter olde Heuvel Carl Verheijen  | 3:40,20  | Kanada Arne Dankers Denny Morrison Justin Warsylewicz     | 3:44,97  | Rusko Jevgenij Lalenkov Ivan Skobrev Alexej Jesin         | 3:46,75  | —                                                     | —       |
|                 |                                                           |          |                                                           |          |                                                           |          |                                                       |         |
| Celkové pořadí  | Nizozemsko                                                | 375 bodů | Kanada                                                    | 360 bodů | Norsko                                                    | 330 bodů | 10. Česko                                             | 66 bodů |

## Ženy

### 100 m
| Místo          | 1. místo      | Čas      | 2. místo        | Čas      | 3. místo        | Čas      |
| -------------- | ------------- | -------- | --------------- | -------- | --------------- | -------- |
| Erfurt         | Jenny Wolfová | 10,22    | Sing Aj-chua    | 10,59    | Judith Hesseová | 10,62    |
| Inzell         | Jenny Wolfová | 10,44    | Judith Hesseová | 10,50    | Šihomi Šinjaová | 10,56    |
| Heerenveen     | Jenny Wolfová | 10,37    | Judith Hesseová | 10,55    | Šihomi Šinjaová | 10,58    |
|                |               |          |                 |          |                 |          |
| Celkové pořadí | Jenny Wolfová | 350 bodů | Judith Hesseová | 270 bodů | Šihomi Šinjaová | 175 bodů |

### 500 m
| Místo            | 1. místo      | Čas        | 2. místo             | Čas      | 3. místo                                | Čas      |
| ---------------- | ------------- | ---------- | -------------------- | -------- | --------------------------------------- | -------- |
| Salt Lake City 1 | Wang Pej-sing | 37,32      | Jenny Wolfová        | 37,47    | Sajuri Jošiiová                         | 37,84    |
| Salt Lake City 2 | Jenny Wolfová | 37,22      | Wang Pej-sing        | 37,45    | Sajuri Jošiiová                         | 37,90    |
| Calgary 1        | Jenny Wolfová | 37,02 (WR) | Wang Pej-sing        | 37,21    | Sajuri Jošiiová                         | 37,88    |
| Calgary 2        | Jenny Wolfová | 37,15      | Wang Pej-sing        | 37,55    | Annette Gerritsenová                    | 37,63    |
| Heerenveen 1     | Wang Pej-sing | 37,96      | Jenny Wolfová        | 38,03    | Annette Gerritsenová                    | 38,53    |
| Heerenveen 2     | Jenny Wolfová | 37,81      | Wang Pej-sing        | 37,92    | I Sang-hwa                              | 38,59    |
| Erfurt 1         | Jenny Wolfová | 38,00      | Anni Friesingerová   | 38,61    | Annette Gerritsenová                    | 38,68    |
| Erfurt 2         | Jenny Wolfová | 37,88      | Annette Gerritsenová | 38,72    | I Sang-hwa                              | 38,76    |
| Hamar 1          | Jenny Wolfová | 37,52      | I Sang-hwa           | 38,07    | Marianne Timmerová                      | 38,23    |
| Hamar 2          | Jenny Wolfová | 37,52      | I Sang-hwa           | 38,19    | Annette Gerritsenová                    | 38,33    |
| Inzell 1         | Jenny Wolfová | 38,66      | Annette Gerritsenová | 39,54    | Sajuri Jošiiová Světlana Kajkanová      | 39,61    |
| Inzell 2         | Jenny Wolfová | 38,51      | Annette Gerritsenová | 39,13    | Světlana Kajkanová                      | 39,31    |
| Heerenveen 1     | Jenny Wolfová | 37,89      | I Sang-hwa           | 38,38    | Marianne Timmerová Annette Gerritsenová | 38,52    |
| Heerenveen 2     | Jenny Wolfová | 38,32      | I Sang-hwa           | 38,70    | Světlana Kajkanová                      | 38,82    |
|                  |               |            |                      |          |                                         |          |
| Celkové pořadí   | Jenny Wolfová | 1460 bodů  | Annette Gerritsenová | 928 bodů | I Sang-hwa                              | 714 bodů |

### 1000 m
| Místo            | 1. místo           | Čas       | 2. místo                | Čas      | 3. místo                         | Čas      | Příp. další česká účast        | Čas     |
| ---------------- | ------------------ | --------- | ----------------------- | -------- | -------------------------------- | -------- | ------------------------------ | ------- |
| Salt Lake City 1 | Wang Pej-sing      | 1:14,19   | Anni Friesingerová      | 1:14,29  | Wang Fej                         | 1:14,31  | —                              | —       |
| Salt Lake City 2 | Chiara Simionatová | 1:13,47   | Anni Friesingerová      | 1:13,71  | Christine Nesbittová             | 1:13,92  | —                              | —       |
| Calgary          | Anni Friesingerová | 1:13,49   | Christine Nesbittová    | 1:14,14  | Chiara Simionatová               | 1:14,15  | —                              | —       |
| Heerenveen       | Anni Friesingerová | 1:15,34   | Christine Nesbittová    | 1:15,66  | Chiara Simionatová Wang Pej-sing | 1:16,14  | 14. (div. B) Martina Sáblíková | 1:20,50 |
| Erfurt 1         | Anni Friesingerová | 1:15,71   | Chiara Simionatová      | 1:16,46  | Cindy Klassenová                 | 1:16,48  | —                              | —       |
| Erfurt 2         | Anni Friesingerová | 1:15,64   | Ireen Wüstová           | 1:16,11  | Chiara Simionatová               | 1:16,49  | —                              | —       |
| Hamar            | Anni Friesingerová | 1:14,81   | Christine Nesbittová    | 1:15,84  | Ireen Wüstová                    | 1:15,85  | —                              | —       |
| Inzell 1         | Anni Friesingerová | 1:17,78   | Ireen Wüstová           | 1:18,79  | Shannon Rempelová                | 1:19,24  | —                              | —       |
| Inzell 2         | Anni Friesingerová | 1:16,45   | Ireen Wüstová           | 1:17,95  | Shannon Rempelová                | 1:18,41  | —                              | —       |
| Heerenveen       | Anni Friesingerová | 1:15,57   | Paulien van Deutekomová | 1:16,77  | Shannon Rempelová                | 1:16,82  | —                              | —       |
|                  |                    |           |                         |          |                                  |          |                                |         |
| Celkové pořadí   | Anni Friesingerová | 1010 bodů | Ireen Wüstová           | 602 bodů | Shannon Rempelová                | 516 bodů | 60. Martina Sáblíková          | 0 bodů  |

### 1500 m
| Místo           | 1. místo                | Čas      | 2. místo                | Čas      | 3. místo                     | Čas      | Příp. další česká účast                         | Čas              |
| --------------- | ----------------------- | -------- | ----------------------- | -------- | ---------------------------- | -------- | ----------------------------------------------- | ---------------- |
| Salt Lake City  | Christine Nesbittová    | 1:52,75  | Kristina Grovesová      | 1:54,25  | Chiara Simionatová           | 1:54,65  | 29. (div. B) Andrea Jirků                       | 2:03,01          |
| Calgary         | Christine Nesbittová    | 1:52,75  | Anni Friesingerová      | 1:53,09  | Kristina Grovesová           | 1:53,18  | 17. Martina Sáblíková 22. (div. B) Andrea Jirků | 1:56,67 2:01,29  |
| Kolomna         | Anni Friesingerová      | 1:55,39  | Christine Nesbittová    | 1:56,00  | Daniela Anschützová-Thomsová | 1:57,10  | 9. Martina Sáblíková 11. (div. B) Andrea Jirků  | 1:58,66 2:05,73  |
| Heerenveen      | Anni Friesingerová      | 1:55,98  | Kristina Grovesová      | 1:56,18  | Christine Nesbittová         | 1:56,56  | 11. Martina Sáblíková 20. (div. B) Andrea Jirků | 1:58,89 2:06,70  |
| Hamar           | Ireen Wüstová           | 1:54,65  | Paulien van Deutekomová | 1:56,84  | Christine Nesbittová         | 1:57,14  | 10. Martina Sáblíková                           | 1:58,64          |
| Baselga di Piné | Kristina Grovesová      | 2:01,07  | Martina Sáblíková       | 2:02,93  | Christine Nesbittová         | 2:02,98  | 5. (div. B) Andrea Jirků                        | 2:08,22          |
| Heerenveen      | Paulien van Deutekomová | 1:56,61  | Ireen Wüstová           | 1:57,04  | Kristina Grovesová           | 1:57,63  | 9. Martina Sáblíková                            | 1:58,94          |
|                 |                         |          |                         |          |                              |          |                                                 |                  |
| Celkové pořadí  | Kristina Grovesová      | 555 bodů | Christine Nesbittová    | 508 bodů | Ireen Wüstová                | 338 bodů | 9. Martina Sáblíková 45. Andrea Jirků           | 206 bodů 10 bodů |

### 3000 m/5000 m
| Místo           | Disciplína     | 1. místo             | Čas      | 2. místo             | Čas      | 3. místo                     | Čas      | Příp. další česká účast   | Čas     |
| --------------- | -------------- | -------------------- | -------- | -------------------- | -------- | ---------------------------- | -------- | ------------------------- | ------- |
| Salt Lake City  | 3000 m         | Martina Sáblíková    | 3:57,98  | Cindy Klassenová     | 3:59,37  | Renate Groenewoldová         | 3:59,79  | 24. Andrea Jirků          | 4:12,89 |
| Calgary         | 3000 m         | Martina Sáblíková    | 3:55,83  | Renate Groenewoldová | 3:55,98  | Kristina Grovesová           | 3:58,78  | 9. (div. B) Andrea Jirků  | 4:09,09 |
| Kolomna         | 5000 m         | Martina Sáblíková    | 6:53,67  | Clara Hughesová      | 6:56,63  | Daniela Anschützová-Thomsová | 6:58,58  | 14. (div. B) Andrea Jirků | 7:19,03 |
| Heerenveen      | 3000 m         | Renate Groenewoldová | 4:02,64  | Martina Sáblíková    | 4:04,22  | Ireen Wüstová                | 4:06,12  | 4. (div. B) Andrea Jirků  | 4:16,32 |
| Hamar           | 5000 m         | Martina Sáblíková    | 6:51,83  | Claudia Pechsteinová | 6:56,57  | Clara Hughesová              | 7:01,44  | —                         | —       |
| Baselga di Piné | 3000 m         | Martina Sáblíková    | 4:11,09  | Claudia Pechsteinová | 4:14,20  | Katrin Mattscherodtová       | 4:15,03  | 12. Andrea Jirků          | 4:21,51 |
| Heerenveen      | 3000 m         | Martina Sáblíková    | 4:03,75  | Ireen Wüstová        | 4:04,24  | Renate Groenewoldová         | 4:04,98  | —                         | —       |
|                 |                |                      |          |                      |          |                              |          |                           |         |
| Celkové pořadí  | Celkové pořadí | Martina Sáblíková    | 730 bodů | Claudia Pechsteinová | 490 bodů | Renate Groenewoldová         | 355 bodů | 27. Andrea Jirků          | 45 bodů |

### Stíhací závod družstev
| Místo           | 1. místo                                                                     | Čas      | 2. místo                                                                     | Čas      | 3. místo                                                             | Čas      |
| --------------- | ---------------------------------------------------------------------------- | -------- | ---------------------------------------------------------------------------- | -------- | -------------------------------------------------------------------- | -------- |
| Calgary         | Německo Anni Friesingerová Claudia Pechsteinová Daniela Anschützová-Thomsová | 2:56,46  | Kanada Christine Nesbittová Kristina Grovesová Shannon Rempelová             | 2:59,18  | Rusko Jekatěrina Lobyševová Jekatěrina Abramovová Galina Lichačovová | 3:01,04  |
| Heerenveen      | Nizozemsko Paulien van Deutekomová Renate Groenewoldová Diane Valkenburgová  | 3:00,54  | Kanada Cindy Klassenová Christine Nesbittová Brittany Schusslerová           | 3:02,87  | Rusko Jekatěrina Abramovová Jekatěrina Lobyševová Galina Lichačovová | 3:03,81  |
| Baselga di Piné | Rusko Jekatěrina Lobyševová Jekatěrina Abramovová Galina Lichačovová         | 3:11,62  | Japonsko Maki Tabataová Hiromi Ócuová Masako Hozumiová                       | 3:11,91  | Polsko Katarzyna Wójcická Karolina Ksytová Luiza Złotkowská          | 3:15,57  |
| Heerenveen      | Kanada Kristina Grovesová Shannon Rempelová Brittany Schusslerová            | 3:02,69  | Německo Daniela Anschützová-Thomsová Katrin Mattscherodtová Lucille Opitzová | 3:02,80  | Japonsko Masako Hozumiová Hiromi Ócuová Šihomi Šinjaová              | 3:03,15  |
|                 |                                                                              |          |                                                                              |          |                                                                      |          |
| Celkové pořadí  | Kanada                                                                       | 350 bodů | Německo                                                                      | 330 bodů | Rusko                                                                | 330 bodů |